# Snowboard-Juniorenweltmeisterschaften 2020
Die 24. FIS-Snowboard-Juniorenweltmeisterschaften fanden vom 19. bis zum 21. Dezember 2020 im Lachtal statt. Ausgetragen wurden Wettkämpfe in den Disziplinen Parallelslalom, Parallel-Riesenslalom und ein Mixed-Wettbewerb im Parallelslalom. Die Wettbewerbe im Snowboardcross sollten vom 23. bis zum 25. März in Saint-Lary-Soulan stattfinden, wurden aber aufgrund der COVID-19-Pandemie abgesagt.

## Medaillenspiegel
| Platz | Land               | Gold | Silber | Bronze | Gesamt |
| ----- | ------------------ | ---- | ------ | ------ | ------ |
| 1.    | Russland           | 5    | 0      | 2      | 7      |
| 2.    | Japan              | 0    | 3      | 0      | 3      |
| 3.    | Vereinigte Staaten | 0    | 1      | 0      | 1      |
| 3.    | Deutschland        | 0    | 1      | 0      | 1      |
| 5.    | Kanada             | 0    | 0      | 2      | 2      |
| 6.    | Schweiz            | 0    | 0      | 1      | 1      |
|       | Gesamt             | 5    | 5      | 5      | 15     |

## Ergebnisse Frauen

### Parallelslalom
| Platz | Land       | Sportlerin           |
| ----- | ---------- | -------------------- |
| 1     | Russland   | Sofija Nadyrschina   |
| 2     | Japan      | Tsubaki Miki         |
| 3     | Kanada     | Kaylie Buck          |
| 4     | Tschechien | Zuzana Maděrová      |
| 5     | Schweiz    | Xenia Spörri         |
| 6     | Schweiz    | Flurina Neva Bätschi |
| 7     | Italien    | Jasmin Coratti       |
| 8     | Russland   | Victoria Pukhova     |

Datum: 19. Dezember 2020
 Es waren 37 Teilnehmerinnen am Start.

Weitere Teilnehmerinnen aus deutschsprachigen Ländern:

 Martina Ankele: 13. Platz

 Miriam Weis: 15. Platz

 Jessica Pichelkastner: 16. Platz

 Pia Schöffmann: 17. Platz

 Ricarda Hauser: 20. Platz

 Laura Marie Hobel: 24. Platz

 Laila Ursina Bätschi: 25. Platz

 Romy Sollfrank: 26. Platz

 Carmen Kainz: DNF

 Alina Hauser: DNF

### Parallel-Riesenslalom
| Platz | Land       | Sportlerin               |
| ----- | ---------- | ------------------------ |
| 1     | Russland   | Sofija Nadyrschina       |
| 2     | Japan      | Tsubaki Miki             |
| 3     | Russland   | Victoria Pukhova         |
| 4     | Russland   | Darina Klink             |
| 5     | Russland   | Anastassija Kurotschkina |
| 6     | Russland   | Maria Volgina            |
| 7     | Österreich | Miriam Weis              |
| 8     | Kanada     | Kaylie Buck              |

Datum: 20. Dezember 2020
 Es waren 35 Teilnehmerinnen am Start.

Weitere Teilnehmerinnen aus deutschsprachigen Ländern:

 Flurina Neva Bätschi: 15. Platz

 Pia Schöffmann: 16. Platz

 Jessica Pichelkastner: 17. Platz

 Ricarda Hauser: 18. Platz

 Xenia Spörri: 22. Platz

 Laila Ursina Bätschi: 27. Platz

 Alina Hauser: 28. Platz

 Martina Ankele: 31. Platz

 Romy Sollfrank: 33. Platz

## Ergebnisse Männer

### Parallel-Slalom
| Platz | Land               | Sportler            |
| ----- | ------------------ | ------------------- |
| 1     | Russland           | Dmitri Loginow      |
| 2     | Vereinigte Staaten | Cody Winters        |
| 3     | Schweiz            | Gian Casanova       |
| 4     | Kanada             | Michael Nazwaski    |
| 5     | Kanada             | Arnaud Gaudet       |
| 6     | Deutschland        | Yannik Angenend     |
| 7     | Deutschland        | Ole-Mikkel Prantl   |
| 8     | Österreich         | Dominik Burgstaller |

Datum: 19. Dezember 2020 
 Es waren 34 Teilnehmer am Start.

Weitere Teilnehmer aus deutschsprachigen Ländern:

 Matthäus Pink: 9. Platz

 Christoph Karner: 11. Platz

 Julian Treffler: 13. Platz

 Sebastian Skoff: 15. Platz

 Kaijo Taniguchi: 16. Platz

 Max Kühnhauser: 20. Platz

 Leandro Canal: 24. Platz

 Max Mohr: 31. Platz

 Samuel Vojtasek: DNF

### Parallel-Riesenslalom
| Platz | Land        | Sportler            |
| ----- | ----------- | ------------------- |
| 1     | Russland    | Dmitri Loginow      |
| 2     | Deutschland | Ole-Mikkel Prantl   |
| 3     | Kanada      | Arnaud Gaudet       |
| 4     | Russland    | Vladimir Pnev       |
| 5     | Deutschland | Yannik Angenend     |
| 6     | Russland    | Vsevolod Martynov   |
| 7     | Japan       | Daichi Shimizu      |
| 8     | Österreich  | Dominik Burgstaller |

Datum: 20. Dezember 2020
 Es waren 31 Teilnehmer am Start.

Weitere Teilnehmer aus deutschsprachigen Ländern:

 Gian Casanova: 9. Platz

 Matthäus Pink: 10. Platz

 Kaijo Taniguchi: 14. Platz

 Christoph Karner: 17. Platz

 Julian Treffler: 19. Platz

 Max Kühnhauser: 20. Platz

 Samuel Vojtasek: 23. Platz

 Leandro Canal: 25. Platz

 Max Mohr: 28. Platz

## Mixed

### Parallel Team
| Platz | Land       | Sportler                           |
| ----- | ---------- | ---------------------------------- |
| 1     | Russland 1 | Dmitri Loginow Sofija Nadyrschina  |
| 2     | Japan      | Daichi Shimizu Tsubaki Miki        |
| 3     | Russland 3 | Vsevolod Martynov Victoria Pukhova |
| 4     | Schweiz    | Gian Casanova Xenia Spörri         |

Datum: 21. Dezember 2020